# حاجی‌آباد (خرم‌بید، جنوب)
حاجی‌آباد یک روستا در ایران است که در دهستان خرمی در شهرستان خرم‌بید استان فارس واقع شده‌است.